# Pomar de Valdivia
Pomar de Valdivia ist ein Ort und eine spanische Gemeinde (municipio) in der Provinz Palencia der Autonomen Gemeinschaft Kastilien-Leon auf 963 msnm. Sie hat eine Fläche von 80 km² und 490 Einwohner (Stand: 2024).

## Lage
Die Gemeinde liegt 107 Kilometer nördlich der Provinzhauptstadt Palencia und sieben Kilometer östlich von Aguilar de Campoo. Pomar de Valdivia ist über die Autobahn A 67 zu erreichen.

## Gemeindegliederung
- Pomar de Valdivia, 82 Einwohner im Jahr 2012
- Báscones de Valdivia
- Camesa de Valdivia
- Cezura
- Helecha de Valdivia
- Lastrilla
- Porquera de los Infantes
- Quintanilla de las Torres
- Rebolledo de la Inera
- Respenda de Aguilar
- Revilla de Pomar
- Villaescusa de las Torres
- Villallano
- Villarén de Valdivia

## Sehenswürdigkeiten
- Kirche Santa Cruz, erbaut im 16. Jahrhundert. Die Kirche ist seit 1993 als Baudenkmal (Bien de Interés Cultural) klassifiziert.